# Taylorsville (Utah)
Pour les articles homonymes, voir Taylorsville.
La ville américaine de Taylorsville est située dans le comté de Salt Lake, dans l’Utah. Lors du recensement de 2010, sa population s’élevait à 60 227 habitants.

## Démographie
| Groupe            | Taylorsville | Utah | États-Unis |
| ----------------- | ------------ | ---- | ---------- |
| Blancs            | 78,2         | 86,1 | 72,4       |
| Autres            | 9,4          | 6,0  | 6,4        |
| Asiatiques        | 3,9          | 2,0  | 4,8        |
| Métis             | 3,4          | 2,7  | 2,9        |
| Océano-Américains | 2,2          | 0,9  | 0,2        |
| Afro-Américains   | 1,8          | 1,1  | 12,6       |
| Amérindiens       | 1,0          | 1,2  | 0,9        |
| Total             | 100          | 100  | 100        |
|                   |              |      |            |
| Latino-Américains | 18,6         | 13,0 | 16,7       |

Selon l'American Community Survey pour la période 2010-2014, 77,63 % de la population âgée de plus de 5 ans déclare parler l'anglais à la maison, 15,20 % déclare parler l'espagnol, 1,20 % une langue chinoise, 0,67 % le vietnamien, 0,53 % le portugais et 4,76 % une autre langue.

## Source
- (en) Cet article est partiellement ou en totalité issu de l’article de Wikipédia en anglais intitulé « Taylorsville, Utah » (voir la liste des auteurs).

1. ↑  (en) « Taylorsville , UT Population - Census 2010 and 2000 », sur censusviewer.com.
2. ↑  (en) « Population of Utah - Census 2010 and 2000 », sur censusviewer.com.
3. ↑  (en) « Language spoken at home by ability to speak english for the population 5 years and over. Universe: Population 5 years and over. 2010-2014 American Community Survey 5-Year Estimates », sur factfinder.census.gov.